# Dorothee Oberlinger
Dorothee Oberlinger (Aquisgrà, 2 de setembre de 1969) és una flautista i professora alemanya.

## Biografia
Dorothee Oberlinger va néixer a Aquisgrà i es va criar a Simmern. A la Universitat de Colònia va estudiar educació musical i filologia alemanya. Després de la universitat va estudiar flauta dolça a Colònia, Amsterdam i Milà. Entre els seus professors es troben Günther Höller (Hochschule für Musik und Tanz Köln), Walter van Hauwe (Amsterdam) i Pedro Memelsdorff (Milà). El 1998, va fer el seu debut en solitari al Wigmore Hall de Londres.
Com a solista ha actuat amb conjunts i orquestres barroques de renom internacional, com ara el Sonatori de la Gioiosa Marca, Musica Antiqua Köln i l'Academy of Ancient Music. El 2002, va fundar el grup de cambra Ensemble 1700 que ha rebut diversos premis i guardons pels seus enregistraments.
Des del 2004, Oberlinger és professora al Mozarteum de Salzburg, directora de l'Institut de Música Antiga i subdirectora de l'Institut de Música Nova. Des del 2009 també és directora del Festival Barroc d'Arolser.

## Discografia
- 2001: A. Vivaldi – Concerti Per Flauto (Ornamente 99)
- 2004: Peripheries – Contemporary and Medieval music for Recorder
- 2005: Vivaldi – Concerti Per Flauto E Flautino (Sonatori de la Gioiosa Marca)
- 2007: Italian Sonatas
- 2008: Telemann (Ensemble 1700)
- 2009: Blockflötenkonzerte – Telemann, Graupner, Schultze (amb Reinhard Goebel, Ensemble 1700)
- 2010: French Baroque – Versailles 1700–1740 (Ensemble 1700)
- 2012: Flauto Veneziano (Sonatori de la Gioiosa Marca)[6]
- 2013: Telemann – 12 Fantasias
- 2014: The Passion of Musick (Ensemble 1700, Vittorio Ghielmi, Il Suonar Parlante Orchestra)[3]
- 2017: Bach – Small Gifts
- 2019: Night Music Dorothee Oberlinger (Sonatori de la Gioiosa Marca)
- 2020: Discovery Of Passion (amb el violinista Dmitry Sinkovsky i Ensemble 1700)
- 2021: Dialoge (amb el llaütista Edin Karamazov)[7]